# Pieter Burmann el Joven

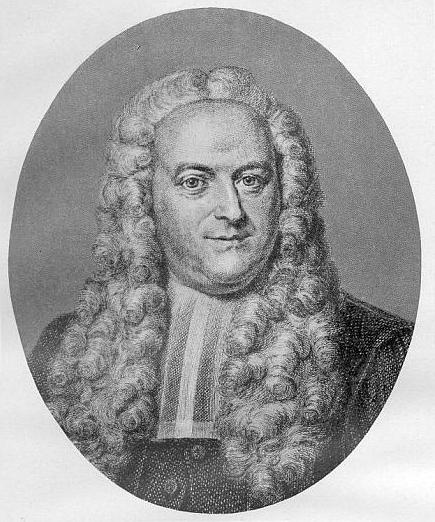
Pieter Burmann segundo.

Pieter Burmann (Ámsterdam, 13 de octubre de 1714 - Sandhorst, 24 de junio de 1778), llamado segundo (Secundus) para diferenciarlo de su tío, un famoso filólogo neerlandés.
Estudió en Leiden con su tío y más tarde derecho y filosofía con Carl Andreas Duker y Arnold von Drakenborch en la universidad de Utrecht. En 1735 lo designaron profesor de elocuencia e historia en Franeker. En 1742 fue a Ámsterdam y trabajó como profesor de historia y filología en el Athenaeum. Más tarde trabajó como profesor de la poesía (1744), bibliotecario general (1752) e inspector del gimnasio (1753). En 1777 se retiró y murió el 24 de junio de 1778 en Sandhorst, cerca de Ámsterdam.
Fue un hombre dedicado a la docencia que tenía un gran talento para la poesía latina. Escribió sobre varios emperadores romanos. Sus trabajos más célebres son: 
- Anthologia Veterum Latinorum Epigrammatum et Poematum (1759-1763)
- Aristophanis comoediae Novem (1760)
- Rhetorica.